# 8e arrondissement de Cotonou
Pour les articles homonymes, voir 8e arrondissement.
Le 8e arrondissement de Cotonou est l'un des treize arrondissements de la commune de Cotonou dans le département du Littoral au Bénin.

## Géographie
Le 8e arrondissement de Cotonou est situé dans le Sud du Bénin et compte huit quartiers que sont Agbodjedo, Agontikon, Gbedagba, Houehoun, Houenoussou, Mededjro, Tonato et Minonkpo.

## Démographie
Selon le recensement de la population de 2013 conduit par l'Institut national de la statistique et de l'analyse économique (INSAE), le 8e arrondissement de Cotonou compte 32 420 habitants.